# Dryas sumneviczii
Dryas sumneviczii är en rosväxtart som beskrevs av Sergievsk. Dryas sumneviczii ingår i Fjällsippssläktet som ingår i familjen rosväxter. Inga underarter finns listade i Catalogue of Life.